# Andrea Whitcombe
Andrea Whitcombe-Green née le 8 juin 1971 à Londres, est une athlète et triathlète anglaise. 

## Palmarès athlétisme
| Année | Compétition                               | Lieu          | Place   | Épreuve,    | Performance    |
| ----- | ----------------------------------------- | ------------- | ------- | ----------- | -------------- |
| 1990  | Championnats du monde juniors             | Plovdiv       | 4e      | 3000 mètres | 9 min 13 s 81  |
| 1990  | Championnats britannique de cross-country | Rickmansworth | 1re     | Individuel  | 19 min 03 s    |
| 1991  | Championnats britannique de cross-country | Birkenhead    | 1re     | Individuel  | 19 min 55 s    |
| 1992  | Championnats britannique de cross-country | Cheltenham    | 2e      | Individuel  | 19 min 52 s    |
| 1996  | Championnats d'Europe de cross-country    | Charleroi     | 2e      | Par équipes | 39 points      |
| 1997  | Championnats britannique                  | Birmingham    | 1re     | 5000 mètres | 16 min 7 s 26  |
| 1997  | Championnats britannique de cross-country | Havant        | 1re     | Individuel  | 21 min 07 s    |
| 1998  | Jeux du Commonwealth                      | Kuala Lumpur  | 2e      | 5000 mètres | 15 min 56 s 85 |
| 1998  | Championnats britannique                  | Birmingham    | 1re     | 5000 mètres | 15 min 43 s 3  |
| 1999  | Championnats britannique de cross-country | Newark        | 2e      | Individuel  | 29 min 35 s    |
| 2000  | Jeux olympiques                           | Sydney        | 41e (S) | 5000 mètres | 16 min 15 s 82 |
| 2000  | Championnats britannique de cross-country | Stowe         | 2e      | Individuel  | 27 min 36 s    |

## Palmarès triathlon
Le tableau présente les résultats les plus significatifs (podium) obtenus sur le circuit national et international de duathlon et de triathlon depuis 2002,.
| Année | Compétition                              | Pays        | Position           | Temps           |
| ----- | ---------------------------------------- | ----------- | ------------------ | --------------- |
| 2008  | Coupe du monde - l'étape de Tiszaújváros | Hongrie     | Médaille d'or      | 2 h 2 min 47 s  |
| 2008  | Coupe du monde - l'étape de Huatulco     | Mexique     | Médaille de bronze | 2 h 15 min 2 s  |
| 2008  | Championnats britanniques de triathlon   | Royaume-Uni | Médaille de bronze | Timing          |
| 2007  | Coupe du monde - l'étape de Rhodes       | Grèce       | Médaille d'argent  | 2 h 3 min 5 s   |
| 2007  | Championnats britanniques de triathlon   | Royaume-Uni | Médaille d'argent  | Timing          |
| 2006  | Coupe du monde - l'étape de Cancún       | Mexique     | Médaille de bronze | 2 h 2 min 16 s  |
| 2005  | Coupe du monde - l'étape de Corner Brook | Canada      | Médaille d'or      | 2 h 8 min 47 s  |
| 2005  | Championnats du monde de duathlon        | Australie   | Médaille de bronze | 2 h 11 min 36 s |
| 2002  | Coupe du monde - l'étape de Madeira      | Portugal    | Médaille d'or      | 1 h 59 min 15 s |
| 2002  | Coupe d'Europe - l'étape d'Echternach    | Luxembourg  | Médaille d'or      | 2 h 17 min 55 s |